# 東ティモールの独立

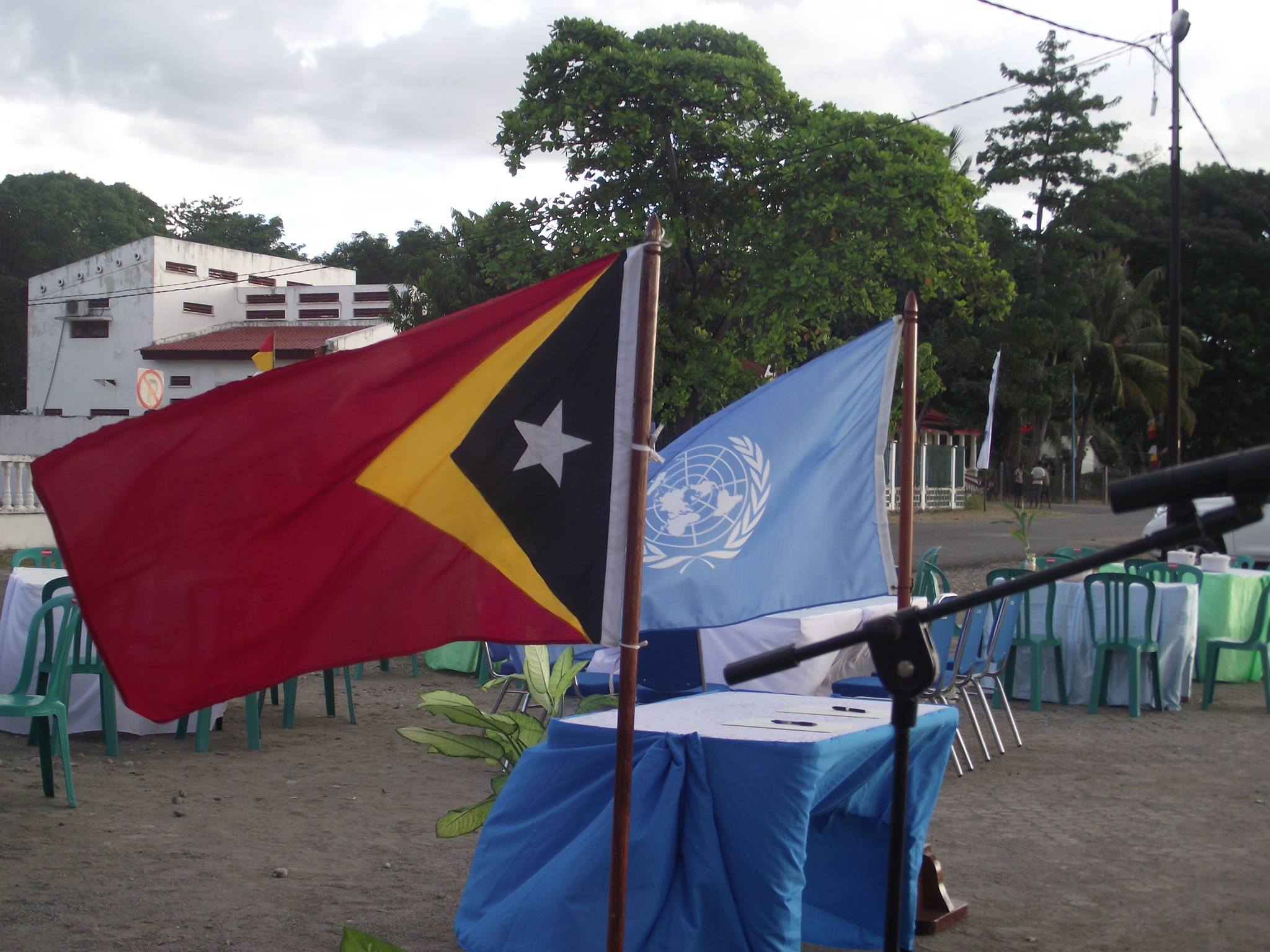
東ティモールの国旗と国際連合の旗（2014年の独立記念日）

2002年5月20日に東ティモールは正式に独立した。東ティモールは1976年から1999年までインドネシアに占領され、占領下の24年間で18万人が死亡したと推定される。インドネシアによる人権侵害で独立を求める抵抗運動が生じ、東ティモール独立革命戦線などが1986年にマウベレ民族抵抗評議会を結成し、1998年頃には全政党が参加した。1991年のサンタクルス事件では多数の死傷者が生じ、映像などで広く伝えられ、独立運動の転機となった。ポルトガル、フィリピン、オーストラリアなどで連帯運動が勃興し、アメリカ合衆国がインドネシアへの支援を終わらせ、アメリカ軍がインドネシアから撤退した。スハルト政権が1998年5月に崩壊し、ユスフ・ハビビが大統領に就任した。
ハビビは完全な独立に反対していたが、1999年8月の東ティモール独立住民投票の実施を許可した。住民投票では投票者の78.5%が独立を選んだが、その前後で併合派民兵と独立派との間で紛争が生じ、東ティモール国際軍が紛争に介入した。インドネシアは1999年10月に住民投票の結果を正式に承認し、2002年の独立まで国際連合東ティモール暫定行政機構が暫定的に東ティモールを統治した。